# 下莫什维莱尔
下莫什维莱尔（法語：Morschwiller-le-Bas，发音：[mɔʁʃvilɛʁ.lə.ba]；德语：Niedermorschweiler；阿尔萨斯语：Nìdermorschwiller）是法国上莱茵省的一个市镇，属于米卢斯区和京格赛姆县（Kingersheim）。该市镇总面积7.55平方公里，2009年时的人口为3330人。

## 地名
该地名Morschwiller-le-Bas来源于德语“Niedermorschweiler”，其表示“下”的前缀“Nieder-”已法语化为“-le-Bas”，而位于其东南方向10千米处的上莫什维莱尔（Obermorschwiller，此地或纯音译作奥伯莫什维莱尔）中表示“上”的前缀“Ober-”却未被法语化为“-le-Haut”。

## 人口
下莫什维莱尔人口变化图示